# Crucero de Cartagena

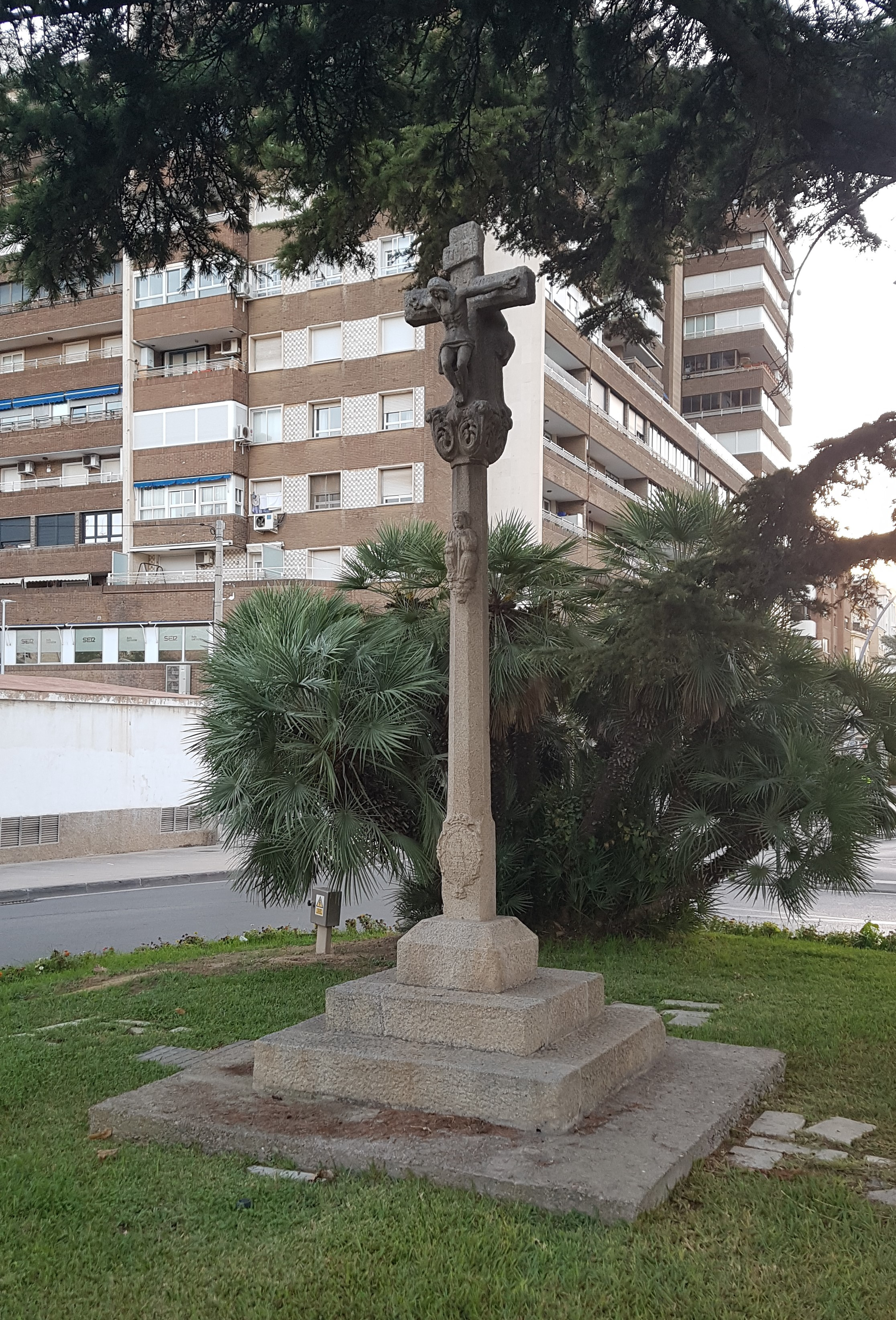
El crucero.

El crucero de Cartagena es una cruz monumental (gallego: cruceiro) situada en una rotonda de la calle Real de la ciudad española de Cartagena (Región de Murcia).

## Historia
El que un elemento tan representativo de la cultura de Galicia se encuentre en un punto tan lejano de su lugar de origen se debe al hermanamiento suscrito por las ciudades de Cartagena y Ferrol en el año 1973, durante las alcaldías de Ginés Huertas Celdrán y Rogelio Cenalmor Ramos, respectivamente. Por iniciativa del Centro Gallego de Cartagena, ambos municipios, que compartían una historia ligada a la fabricación de barcos para la Armada Española, intercambiaron réplicas de monumentos característicos de su entorno. Así, mientras que Cartagena regaló un molino de viento como los que pueden verse en el Campo de Cartagena, Ferrol respondió entregando como presente un crucero esculpido por el artista sangenjino Alfonso Vilar Lamelas (1927-2011).
El Ayuntamiento ferrolano ubicó el molino en el parque industrial del barrio de Caranza, y el cartagenero por su parte lo colocó en la céntrica calle Real, donde se encuentra el acceso al Arsenal Militar. Allí fue inaugurado y bendecido el 10 de diciembre de aquel año en presencia de las autoridades de ambos consistorios y del Capitán general de la Zona Marítima, entre otras personalidades.

## Descripción
Se trata de una escultura de 4,2 metros que imita el estilo románico. Su peana rectangular tiene tres escalones y su fuste está adornado con el escudo de Ferrol en relieve y coronado por un capitel con volutas. En la parte superior de la columna se encuentra finalmente el Cristo crucificado en la cara anterior y la Virgen y el Niño en la posterior.